# Wilhelm von Bocholtz
Wilhelm von Bocholtz (* im 16. Jahrhundert; † im 16. Jahrhundert) war Domherr in Münster.

## Leben
Wilhelm von Bocholtz entstammte dem niederrheinischen Adelsgeschlecht von Bocholtz und war der Sohn des Johann von Bocholtz zu Waldniel und dessen Gemahlin Hedwig von Goor. Er war Dechant am Stift St. Johann in Utrecht und erhielt am 22. April 1558 nach dem Tod des Dompropstes Arnold de Bever eine münstersche Dompräbende. Ebenso kamen das Amt Lüdinghausen und das Haus Lüdinghausen in seinen Besitz. Über seinen weiteren Lebensweg gibt die Quellenlage keinen Aufschluss.